# Genesis Noir
Genesis Noir ist ein Adventurespiel, das vom US-amerikanischen Studio Feral Cat Den entwickelt wurde. Das Spiel folgt dem Protagonisten, No Man, wie er verschiedene Teile des Universums besucht, während er versucht, seine Liebe zu retten. Das Spiel wurde am 26. März 2021 für Microsoft Windows, MacOS, die Xbox One und die Nintendo Switch veröffentlicht.

## Spielmechanik
Genesis Noir ist ein Point-and-Click-Adventure, das sich über eine Reihe von Vignetten erstreckt. Der Spieler wird durch verschiedene Aufforderungen auf dem Bildschirm aufgefordert, seine Spielfigur zu bewegen oder mit der Szene zu interagieren.

## Handlung
Genesis Noir agiert als metaphorische Erzählung zwischen einem Detektivfilm im Film-noir-Stil und Aspekten der Erschaffung und potenziellen Zerstörung des Universums. Es stellt die Ereignisse des Urknalls als Metapher zwischen einer zerrütteten Romanze zwischen No Man (der die Zeit repräsentiert), der versucht, Golden Boy (der die Energie repräsentiert) davon abzuhalten, Miss Mass (die Masse des Universums) zu töten, dar.
No Man, ein Uhrmacher, ist in Depressionen verfallen, nachdem er mit Miss Mass, einer Nachtklubsängerin, Schluss gemacht hat. Er versucht, sie anzurufen und hört, wie sie um Hilfe schreit. Als er zu ihrer Wohnung eilt, stellt er fest, dass sie gerade von Golden Boy, dem Saxofonspieler ihrer Band, erschossen wird. Nachdem er die verbrauchte Patronenhülse mit einer seltsamen spiralförmigen Markierung berührt hat, stellt No Man fest, dass er die Zeit anhalten kann, und beschließt, dass er Golden Boys Kugel aufhalten kann, indem er ein schwarzes Loch erzeugt. Er fährt dann fort, mehr der Spiralsymbole durch Ereignisse aufzuspüren, die ohne das schwarze Loch auftreten würden, und sie zu vergolden; dies wird durch verschiedene Vignetten erzählt, die der Entstehung des Universums und den Stadien des Lebens auf der Erde folgen, um diese zu erhalten. Darunter freundet sich No Man mit der Jägerin, dem Ronin, dem Musiker und dem Wissenschaftler an. Außerdem enthüllen diese Vignetten, dass Golden Boy seinen Ruhm durch Miss Mass gefunden hat und eifersüchtig wurde, als No Man eine Beziehung mit ihr begann.
Als No Man schließlich genug Spiralen gesammelt hat, wandelt er deren Energie um, um ein schwarzes Loch zu erschaffen, das jedoch beginnt, die gesamte Realität zu verschlingen. Eine weiße Gestalt, eine Verschmelzung der Jägerin, des Ronin, des Musikers und des Wissenschaftlers, erscheint, um No Man zu trösten, und zeigt ihm, dass er alle Möglichkeiten in der Zeit sehen kann, und dass er nicht jeden retten muss. Mit dieser Offenbarung kehrt No Man an den Punkt zurück, an dem er zum ersten Mal seine Begegnung mit Miss Mass hatte, und zwingt sich, sich abzuwenden. Die Zeitlinie wird verändert, damit Golden Boy Miss Mass töten und das Universum erschaffen werden kann.

## Entwicklung
Laut dem kreativen Leiter Evan Anthony entstand die Idee zu Genesis Noir etwa 2013, nachdem er und Jeremy Abel, der technische Leiter des Spiels, Italo Calvinos Cosmicomics gelesen hatten. Im Jahr 2014 verbrachten sie etwa zwei Wochen damit, den ersten Prototyp für das Spiel zu erstellen. Der Prototyp bekam eine positive Resonanz von anderen Mitgliedern der Indie-Game-Community, was dazu führte, dass sie planten, das Spiel zu erweitern. Der frühe Prototyp für das Spiel wurde in Unity erstellt, das verschiedene Animationsprobleme hatte, was dazu führte, dass das Entwicklerteam 2015 zur Unreal Engine wechselte. Sie arbeiteten weiterhin in Teilzeit an dem Spiel bis 2016, danach hatten sie genug persönliche Mittel, um die Entwicklung des Spiels in Vollzeit fortzusetzen.
Das Spiel wurde ursprünglich mit einem Teaser im Februar 2017 angekündigt. Ein Kickstarter für Genesis Noir wurde am 17. Januar 2018 gestartet, mit einem Finanzierungsziel von 40.000 US-Dollar. Das Spiel sollte ursprünglich im Herbst 2020 erscheinen, wurde aber auf Anfang 2021 verschoben.
Zusätzlich zu Calvinos Werken wurde der Kunststil des Spiels von den Animationsstudios Buck, Giant Ant und Golden Wolf, dem Artwork von Kevin Huizenga und Marc-Antoine Michel und dem Videospiel Windosill beeinflusst.
Die Musik des Spiels stammt von Skillbard, einem in London ansässigen Duo, das bereits Kompositionen für andere Indie-Spielentwickler geliefert hat.
Das Spiel wurde auf Englisch geschrieben und in zahlreiche Sprachen, darunter Deutsch, übersetzt.

## Rezeption
Genesis Noir erhielt auf dem Review-Aggregator Metacritic „allgemein positive Kritiken“ und die PC-Version erhielt eine Wertung von 77 basierend auf 19 Kritiken. Kritiker lobten die Grafik und die Geschichte, kritisierten aber die Rätsel als verwirrend.

### Auszeichnungen
| Jahr | Auszeichnung           | Kategorie               | Ergebnis |
| ---- | ---------------------- | ----------------------- | -------- |
| 2017 | NYS Game Dev Challenge | Unabhängiger Entwickler | Gewonnen |